# Emmanuel Abbo
Pour les articles homonymes, voir Abbo.
Emmanuel Abbo, né le 17 juillet 1969 à Mbe, est un prélat catholique camerounais, évêque de Ngaoundéré depuis 2016.

## Biographie
Il est ordonné prêtre le 24 juin 2000. Le 15 mars 2016, le pape François le nomme évêque de Ngaoundéré, où il succède à Mgr Joseph Djida.